# Charles Sedelmeyer
Charles Sedelmeyer (ur. 30 kwietnia 1837 w Wiedniu, zm. 9 sierpnia 1925 w Paryżu) – austriacki marszand, kolekcjoner i autor katalogów dzieł sztuki. Naturalizowany Francuz aktywny zawodowo w Paryżu.